# Fresnais
Fresnais é uma comuna francesa na região administrativa da Bretanha, no departamento Ille-et-Vilaine. Estende-se por uma área de 14,48 km². Em 2010 a comuna tinha 2 611 habitantes (densidade: 180,3 hab./km²).